# 1141

## Esdeveniments
- Hongria: Géza II esdevé rei, succeint el seu pare Béla II.
- Ducat de Normandia: Jofré V d'Anjou n'iniciala conquesta que durarà tres anys.
- Xina: Els manxús conquereixen el nord del país.

## Naixements
- Regne de Castella: Constança de Castella i de Barcelona, infanta de Barcelona, Castella, Lleó i Galícia i reina consort de França pel matrimoni amb Lluís VII.
- Gandja: Nizami Gandjawi, poeta, escriptor i pensador persa.

## Necrològiques
- 13 de febrer - Buda (Hongria): Béla II d'Hongria, rei.
- Torbat Jam (Pèrsia): Ahmad-i Jam, poeta i mestre sufí.